# 345 (ミュージシャン)
345（ミヨコ、1983年4月1日 - ）は、日本のベーシスト。スリーピースロックバンド凛として時雨のボーカリスト・ベーシストであり、ロックバンドgeek sleep sheep、アコースティックユニットti-ti.uuのメンバーとしても活動する。本名、中村 美代子（なかむらみよこ）。ムーヴィング・オン所属。

## 略歴
幼少期から中学2年生のときまでピアノを習っていた。中学では吹奏楽部でサックスを演奏し、高校時代もサックスをやりたいと思いジャズ研究部に入部したが、退屈であることを理由に退部。高校一年生のときにギターを初めて購入し、ギターを始める。
高校時代の終わりにTK（本名・北嶋徹）と出会い、大学時代はTKと高校時代の友達とGO!GO!7188のコピーバンドのギターボーカルとして活動。2年近く活動したが、その後他メンバーの就職によりバンドは解散。まだバンドを続けたい345とTKは2002年に「凛として時雨」を結成した。新しいメンバーを探すのが面倒だったTKの提案により345は未体験のベースボーカルを担当することになった。
2012年にMO'SOME TONEBENDERのボーカリスト・ギタリストである百々和宏、L'Arc〜en〜Cielのドラマーであるyukihiroと「geek sleep sheep」を結成。
2014年にもらんのギタリスト・ベーシストであるなるけしんごに誘われ「ti-ti.uu」を結成する。

## 評価
音楽ライターの金子厚武は「TKとピエール中野という猛者たちとともに、強靭なアンサンブルを形成する345はやはり見逃せないプレイヤーの一人」と評している。

## 作品

### 参加作品
| 発売日        | タイトル                                   | アーティスト         | 収録作品               | 備考                   |
| ------------- | ------------------------------------------ | -------------------- | ---------------------- | ---------------------- |
| 2011年4月27日 | film A moment                              | TK from 凛として時雨 | film A moment          | コーラスを担当。       |
| 2012年5月23日 | あの子の彼氏                               | HAPPY BIRTHDAY       | 嘘でもかわいいと言って | ベースを担当。         |
| 2012年5月23日 | 愛のパレード                               | HAPPY BIRTHDAY       | 嘘でもかわいいと言って | ベースを担当。         |
| 2012年5月23日 | あなたの居ない明日                         | HAPPY BIRTHDAY       | 嘘でもかわいいと言って | ベースを担当。         |
| 2012年5月23日 | アイプチコンプレックス                     | HAPPY BIRTHDAY       | 嘘でもかわいいと言って | ベースを担当。         |
| 2012年5月23日 | こうやってまた君に嫌われる                 | HAPPY BIRTHDAY       | 嘘でもかわいいと言って | ベースを担当。         |
| 2016年8月3日  | 東京大革命 (feat. 焚巻 & 345/凛として時雨) | RADIO FISH           | WORLD IS MINE          | ゲストボーカルを担当。 |

## 使用機材
- ベース
  - Schecter AC-345-PJ-WH/SIG（シグネイチャーモデル）
  - Yamaha SBV-500（バンド初期に使用していた）

- エフェクター
  - Shigemori Pretone
  - Shigemori G.O.T
  - Tech21 Bass Driver DI
  - Ibanez PD-7
  - Boss ODB-3
  - EBS UniChorus

- アンプ
  - Orange AD 200 Bass MK 3